# Amparo Arbeláez Escalante
Amparo Arbeláez Escalante (Armenia, 5 de agosto de 1960) es una educadora y política colombiana.

## Biografía
Licenciada en Educación, posee un doctorado honoris causa en Administración de Empresas y Gestión Pública de la Universidad La Gran Colombia. Se inició en la política en el Partido Liberal Colombiano; fue Secretaria de Gobierno y Alcaldesa encargada de Calarcá, posteriormente fue concejala de Armenia y diputada del departamento del Quindío. En 2002 fue candidata a la Cámara de Representantes, pero sin conseguir la curul; un año después fue elegida Gobernadora del Quindío para el periodo 2004-2007.
En 2010 fue elegida senadora de la República por el Partido Liberal. En el segundo semestre de 2011, fue investigada por el procurador general de la Nación por haber incurrido en irregularidades al suscribir un contrato, como gobernadora del Quindío, para construir un teleférico en Buenavista. Finalmente, fue sancionada con destitución -del cargo de senadora- e inhabilidad para ejercer cargos públicos por 12 años.